# العلامة (رواية)
العلامة هي رواية للكاتب المغربي بنسالم حميش. صدرت لأوّل مرة عام 2002 عن دار الأدب، وحازت على جائزة نجيب محفوظ لعام 2002. لقد لاقت رواية العلامة ترحيبا في الساحة الثقافية العربية لأنها تتناول شخصية ابن خلدون، وهي شخصية تاريخية عربية وازنة في مجال علم الاجتماع وفلسفة التاريخ. حاز الكاتب على عدة جوائز منها: جائزة الشارقة لليونسكو (باريس، 2003) جائزة الشيخ زايد للكتاب في الإمارات سنة 2019  وجائزة الاطلس الكبير في دورتها التاسعة لعام 2000، وهي جائزة مغربية، ترجمت الرواية إلى عدة لغات آخرها اللغة الإندنيسية. وقد نقلها الكاتب نفسه إلى اللغة الفرنسية، تحت عنوان Le roman d’Ibn Khaldûn، صدرت عن دار ملتقى الطرق.

## نبذة عن الرواية
العلامة هي رواية تاريخية تعالح قضية الظلم والاستبداد من خلال ما عايشه ابن خلدون من داخل المناصب التي تقلدها، والبلدان التي تنقل فيها، وقد ركز فيها السارد بالخصوص على ما وقع من أحداث في كل من المغرب وتونس ومصر، وقد صنفتها سعدية بن ستيتي من جامعة المسيلة في إطار السيرة الغيرية، باعتبار أن هذا التجنيس ينطبق على  ما سعى إليه الكاتب عندما لم يكتف بسرد ما حصل مع ابن خلون وإنجازاته وتنقلاته، انما امتدت حكايته إلى ما يحيط به من أحداث ومعارك وثورات، إضافة إلى ما تتميز به شخصية خلدون ذاتها، والتي يمكن إسقاطها على الحاضر وأخذ العبر منها.
وهي رواية مقسمة إلى فاتحة وثلاثة فصول، وتذييل
- الفاتحة
- الفصل الاول: عنوانه "الاملاء في الليالي السبع"
- الفصل الثاني: "بين الوقوع في الحب والحصول في ظل الحكم". هذا الفصل يعطي للنص بعداً انسانياً وعاطفياً ويحكي قصة الحب المتخيلة التي وقعت لابن خلدون في كهولته.
- الفصل الثالث: الرحلة إلى تيمور الأعرج، جائحة القرن.

## الشخصيات
- ابن خلدون: وهي الشخصية الرئيسية للرواية، اطلق عليها بنسالم حميّش لقب "العلاّمة" وهو لقب يعبر عن الاعجاب والتفدير, يحافظ النص الروائي بخاصيات ابن خلدون كما عرفه التاريخ، فهو فقيه مالكي، عالم، قاض، غرقت أسرته في البحر، لاقى العديد من المصاعب في حياته، صاحب مؤلفات أبرزها المقدمة. والكاتب بحسه الفني ورؤيته للماضي والحاضر حاول  إسقاط التجربة الخلدونية على الواقع الحالي في الوطن العربي وما عرفه من احتلال، ومقاومة، وخيانة، ورشوة، وشراء الذِمم، وعلاقة المثقف بالسلطة، وفساد، وتسلط [8]
- شعبان خادم ابن خلدون، ومدير شؤون منزله. وهي شخصية خيالية.
- حمو الحيحي، كاتب ابن خلدون، صوره الكاتب بصفات ذميمة، قصير القامة، أعمش، يتميز بذكاء ومرح ورباطة طبع، وزوج أم البنين قبل وفاته. وهي شخصية خيالية.
- أم البنين: امرأة طويلة القامة، جميلة، زوجة حمو، ثم زوجة ابن خلدون بعد وفاة زوجها حمو. وهي شخصية خيالية.
- السلطان برقوق والملك الناصر فرج وهما شخصيتان واقعيتان من التاريخ وقد اشتغل معهما ابن خلدون ونال تقديرهما.

## الأسلوب
اعتمد الكاتب أسلوب الحكي للوقائع التاريخية الحقيقة، إلى جانب حكي يوهم بالحقيقة، مما منح له مساحة خاصة يمارس فيها الحكي الروائي،  وملء البياضات بما يمكن أن يكمل الحقائق التاريخية. وظل السرد مشتركا بين النص التاريخي والروائي باعتباره طريقة التمثيل في النصين معا. وما إدراج الكاتب للنص التاريخي إلا محاولة لمساءلة الماضي الممتد نحو الحاضر للكشف عن الأسباب التي شكلت أزمة المجتمع العربي المعاصر
أما العالم الداخل في أسواق الملوك ، رغم أنفه أحيانا ، فهو كمن يمشي على الجمر ، تحف به فرص السقوط والكبو ، وترمقه عيون النصب والغدر ؛ فلا بد له ، كلما أظلم الجو بينه وبينهم واتسع الحرق ، من التذرع بالحج والانتقال من مشايعة إلى أخرى بحسب المناسبة والقصد.